# Baga
Baga je město v severovýchodní Nigérii ve státě Borno poblíž hranice s Čadem u Čadského jezera. Leží asi 200 km severovýchodně od Maiduguri, hlavního města státu Borno. Zhruba do 70. let dvacátého století bylo město domovem mnoha rybářů, rybářství ale ve městě skončilo v důsledku vysychání Čadského jezera. Město má hrubým odhadem okolo 10 tisíc obyvatel.

## Útoky na město

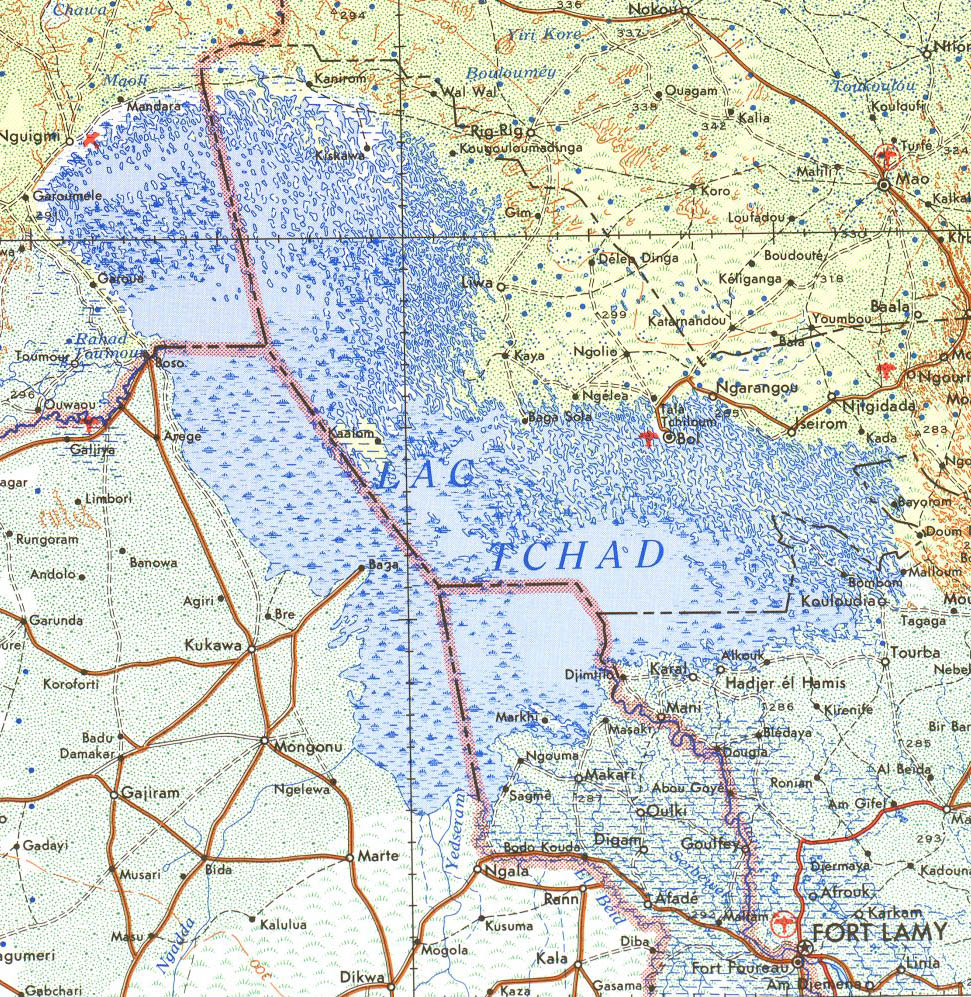
Baga ještě v roce 1973 ležela na poloostrově zasahujícím do Čadského jezera, jak znázorňuje tato mapa

V dubnu 2013 došlo ve městě k bojům mezi nigerijskými vojenskými složkami a členy radikálního islamistického hnutí Boko Haram. Boj si vyžádal 185 místních civilních obětí a na 2000 domů bylo zničeno. 3. ledna 2015 došlo k dalšímu útoku tohoto hnutí na město, hnutí město obsadilo, vypálilo a zmasakrovalo asi 2 000 zdejších obyvatel. Jednalo se doposud o největší masakr způsobený hnutím. Celé město bylo útokem velmi zničené. Nigerijská armáda ho osvobodila až 21. února.
26. prosince 2018 dočasně obsadil Islámský stát vojenskou a námořní základnu mezinárodních koaličních sil bojujících proti ozbrojené skupině Boko Haram.